# 托克勞徽章
托克劳徽章的主体图案是一个图鲁玛，这是一种托克劳本地渔民使用的传统木制钓具盒。图案中央的十字架和下方的铭文Tokelau mo te Atua（托克劳语：托克劳为了上帝）显示了基督教对托克劳的影响。

托克劳徽章

托克劳议会会使用一个在徽章上加上圣爱德华王冠设计的图案。

## 历史

托克劳议会使用的标志

托克劳议会于2008年5月批准了徽章的设计，同时通过了托克劳旗帜的设计。在这之前，托克劳一直使用新西兰国旗和国徽。